# 波爾霍夫
57°46′N 29°34′E / 57.767°N 29.567°E
波爾霍夫（По́рхов）是俄羅斯普斯科夫州中部的一個城市，臨舍隆河。距普斯科夫以東75公里。2002年時人口為12,263人。
波爾霍夫於1239年建立，1777年建市。